# Weissenauer Beobachtungsturm
Der Weissenauer Beobachtungsturm befindet sich im gleichnamigen Naturschutzgebiet in der Gemeinde Unterseen im Kanton Bern.

## Situation
Der aus Holz erstellte Beobachtungsturm ist 5 Meter hoch. 10 Treppenstufen führen zur Aussichtsplattform in 2 Metern Höhe.
Von der Plattform aus bietet sich eine Aussicht auf das Naturschutzgebiet. Im Hintergrund befindet sich das Niederhorn, der Güggisgrat sowie der Harder Kulm.

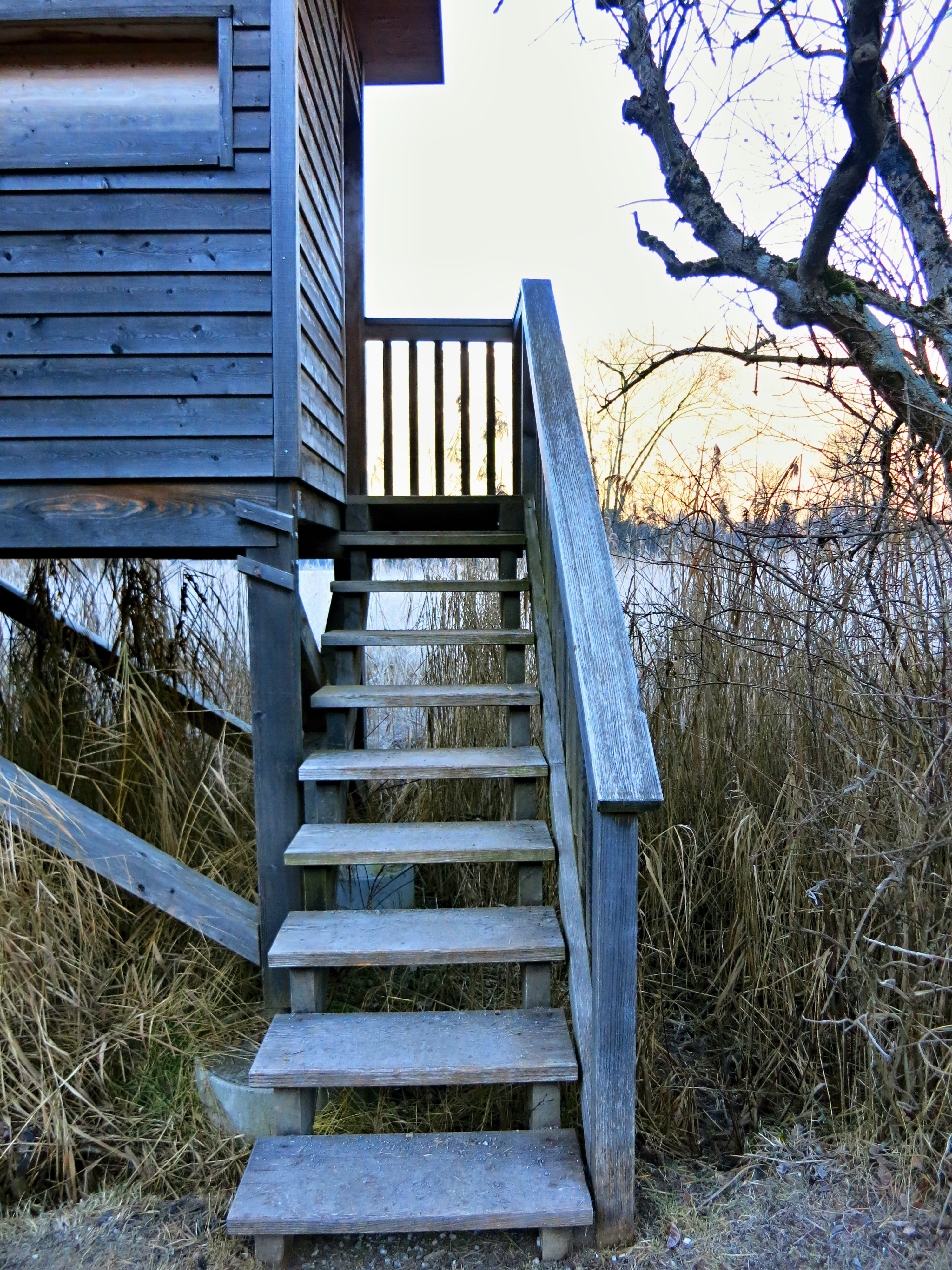
Treppen
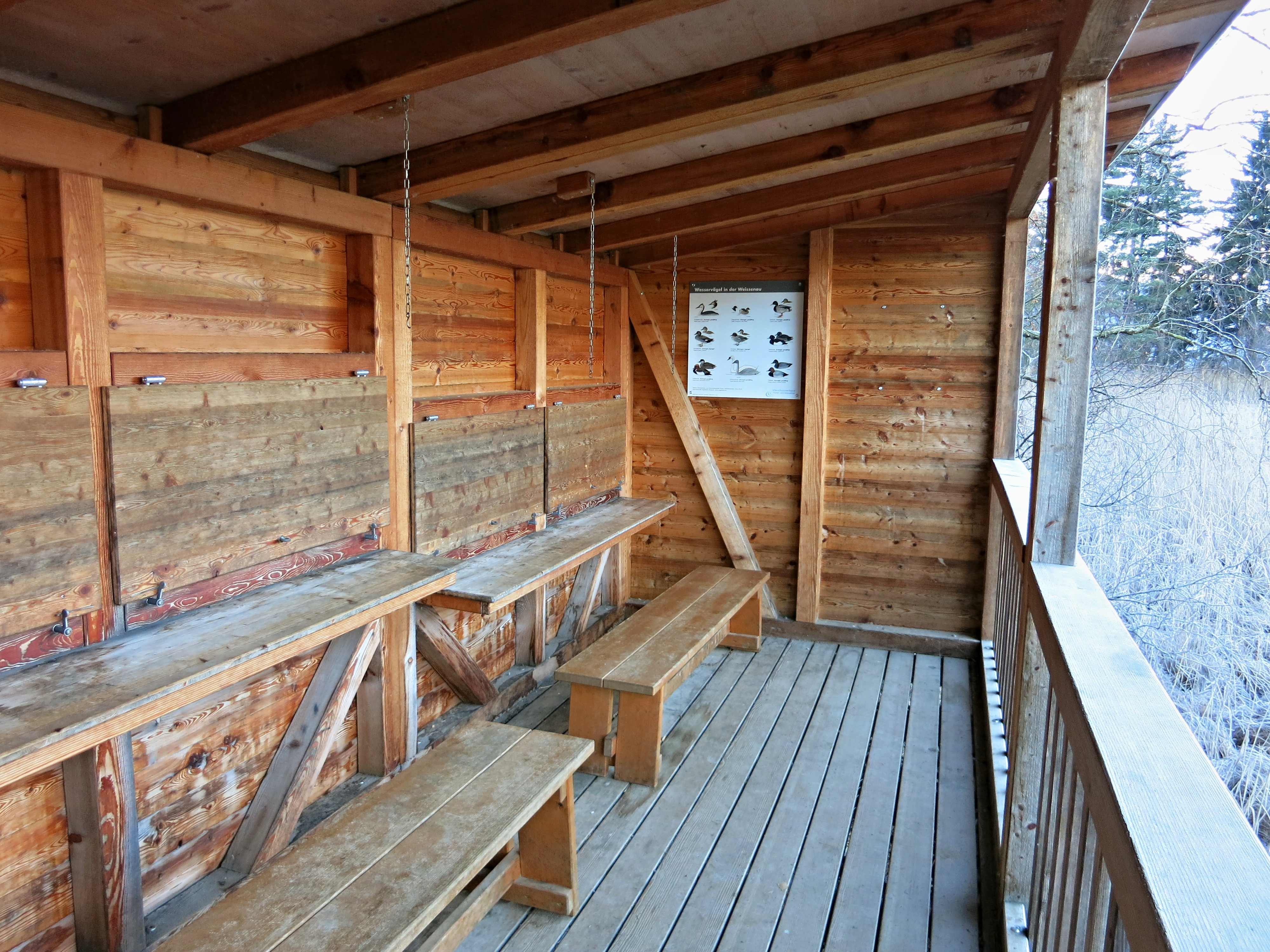
Aussichtsplattform